# 肝付兼篤
肝付兼篤（1562年（永祿5年）—1609年7月30日（慶長14年6月29日））是日本戰國時代至江戶時代初期的一員武將。薩摩藩家臣、初代喜入肝付家當主。通稱肝付伴兵衛。官位越前守。
1562年出生，幼名狩之介。元服後，取名兼仍，後改兼篤。1590年，兄長兼寬死去。在島津家重臣伊集院忠棟的強求下，父兼盛被迫將忠棟的第三子兼三認定為嗣子。不過1599年忠棟失勢被殺，兼盛隨即宣佈將兼三逐出肝付家，認定兼篤為嗣子。這得到了主君義久以及義弘、忠恒的同意。同年，參與鎮壓伊集院忠真發動的莊內之亂。
1605年，平息了從兄弟兼秋、兼堯兄弟（叔父肝付兼有之子）篡奪家督之位的陰謀。
1609年，跟隨樺山久高、平田增宗出征琉球，在途中染病。歸國後於同年病逝，年48歲。

## 家族
- 父：肝付兼盛
- 母：菱刈重根之女

- 異母兄：肝付兼寬
- 妹：新納忠光正室

- 正室：岩切善信之女
- 子：肝付兼武